# Andrea Titz

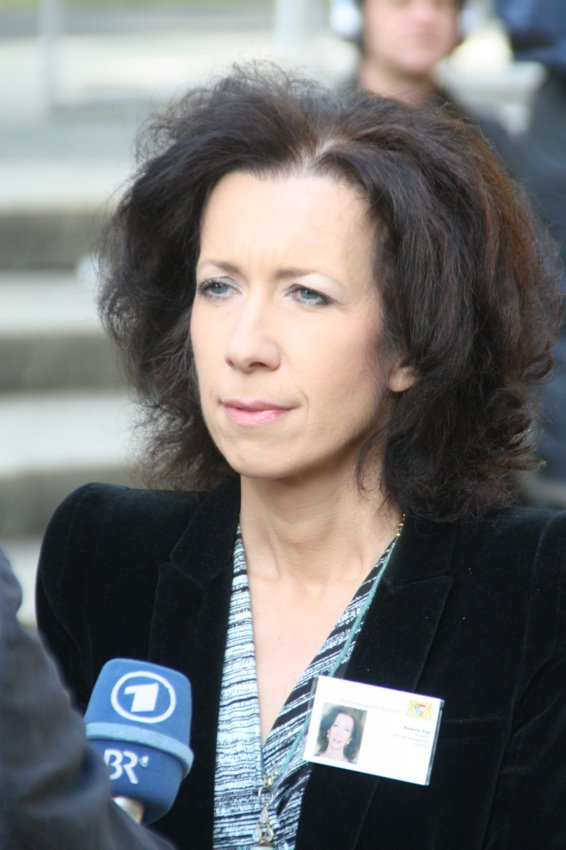
Andrea Titz (Mai 2013)

Andrea Titz (* 24. November 1969) ist eine deutsche Richterin und seit dem 1. Februar 2020 Vizepräsidentin des Landgerichts Traunstein. Seit 2022 ist sie Co-Vorsitzende des Deutschen Richterbundes.

## Leben
Titz wuchs in Nittenau in der Oberpfalz auf. Nach dem Abitur studierte sie Jura in Passau. Das Referendariat schloss sie 1995 mit dem 2. Staatsexamen ab.
1995 kam sie zur Staatsanwaltschaft Traunstein. 2002 wurde sie Richterin an den Amtsgerichten Mühldorf am Inn und Altötting. Dort entschied sie häufig über die Unterbringung von Personen in Psychiatrien und Pflegeheimen. Anschließend ging sie zum Landgericht Traunstein. Ab 2005 wechselte sie zur Staatsanwaltschaft München II, wo sie zuletzt die Abteilung für Kapitalverbrechen und Vollstreckung leitete. 2009 wurde sie Oberstaatsanwältin. 2013 wechselte sie in die Pressestelle des Oberlandesgerichts München und der Landgerichte München I und München II in Strafsachen und wurde daneben richterliche Teilzeitkraft im Bausenat des Oberlandesgerichts München.
2014 war sie Sprecherin des Oberlandesgerichts München beim Steuerprozess gegen den ehemaligen Manager des FC Bayern München, Uli Hoeneß, beim NSU-Prozess und beim Bestechungsprozess gegen Bernie Ecclestone. Einem breiteren Publikum wurde sie im Zuge der Medienberichterstattung zum Strafprozess Hoeneß sowie dem NSU-Prozess bekannt. Seit 2010 war sie eine von zwei stellvertretenden Vorsitzenden im Präsidium des Deutschen Richterbundes. Andrea Titz war zudem seit dem 11. November 2016 Vorsitzende des Bayerischen Richtervereins.
Vom 1. Juni 2017 bis zum 31. Januar 2020 war sie Direktorin des Amtsgerichts Wolfratshausen und gab ihre Funktionen in München ab.
Am 29. April 2022 wurde Andrea Titz zur Co-Vorsitzenden des Deutschen Richterbundes im Duo mit Joachim Lüblinghoff gewählt. Sie löste Barbara Stockinger ab, die wiederum den Vorsitz des Bayerischen Richtervereins von ihr übernahm.
Titz ist verheiratet und lebt in Rosenheim und München.